# الن دوفرانس
الن دوفرانس (فرانسوی: Hélène Defrance‎؛ زادهٔ ۱۱ اوت ۱۹۸۶) قایقران قایق بادبانی اهل فرانسه است.
وی در مسابقات کشوری و بین‌المللی در مجموع برندهٔ ۱ مدال برنز شده‌است.